# خدرا

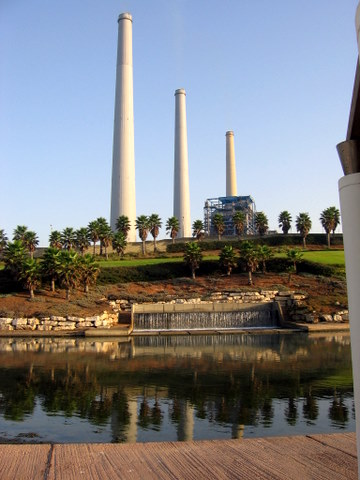
تصویری از نیروگاه برق اوروت رابین در شهر خدرا.

خَدِرا (به عبری: חדרה)(به عربی: الخضيرة‎) نام شهری بندری در استان حیفا اسرائیل است که جمعیت آن در سال ۲۰۰۶ ۷۶٬۴۰۰ نفر و مساحت آن ۴۶٬۳۵۹ کیلومتر مربع بوده‌است.
شهر خدرا در فاصله ۵۰ کیلومتری شمال کلان‌شهر تل‌آویو و در ۴۵ کیلومتری جنوب شهر حیفا قرار گرفته‌است.

## تاریخچه
خدرا در 24 ژانویه 1891، در روزهای اولیه صهیونیسم مدرن توسط مهاجران یهودی از لیتوانی و لتونی تأسیس شد.این زمین از یک افندی مسیحی به نام سلیم خوری خریداری شد. این بزرگترین خرید زمین در Eretz اسرائیل توسط یک گروه صهیونیستی بود، اگرچه زمین از کیفیت پایین و عمدتاً باتلاقی بود. تنها ساکنان قبل از خرید، چند خانواده بودند که گاومیش‌های آبی پرورش می‌دادند و نی‌های پاپیروس می‌فروختند. نام این روستا به نام وادی الخدیره(به عربی: وادي الخضيرة، دره سرسبز) گرفته شده است که بخش مجاور نهر حضره شناخته شده است. پیش از این، کل نهر حضره به نام نهر اخضر (به عربی: نهر الأخضر، روشن  «رود سبز») شناخته می شد.
صلیبیان این مکان را Lictera نامیدند - که نام عربی فاسدی است، الخدیره. از همان ابتدا، تلاش شد تا به جای آن یک نام عبری برای سکونتگاه جدید انتخاب شود. حدود نیم سال پس از تأسیس، خاخام یااکوف گلدمن از رویدادی در «موشاو خدره، یعنی هاتزور» خبر داد. نام Liktera توسط ارتش بریتانیا در طول جنگ جهانی اول استفاده ترجیحی بود.
در پایان قرن نوزدهم، منطقه خدرا توسط سه گروه مهاجر - چرکس‌ها، بوسنیایی‌ها و یهودیان روسی پر شد. این استعمارگران فراملی به آنچه که به قول روی مرم «یک دشت ساحلی کم جمعیت بود که ساکنان آن دهقانان عرب زبان مرتفع و عشایر ترکمن، نوبی، مصر و عرب-شبه جزیره بود» پیوستند. مروم در ادامه خاطرنشان می کند که در سال 1871 مقامات عثمانی، خربة الخدیره را بازرسی کردند، و آن را "خالی از ساکنان و فاقد دهقانان مقیمی یافتند که واجد شرایط خرید آن در ازای پرداخت هزینه ثبت زمین هستند." سلیم الخوری، یک تاجر مسیحی. از حیفا، خدیره را به همراه 3000 هکتار زمین خریداری کرد و در میان خرابه ها یک ملک کشاورزی ایجاد کرد.
نقشه بردار بارون ادموند جیمز دو روچیلد، اسحاق گولدار، ادعا کرد که خدرا در محل شهر سابق به نام جِدِرا قیصریه (به عبری: גדרה של קיסרין)بنا شده است.بنیامین مزار ترجیح داد گادور باستانی را که قبلاً توسط قیصریه به نام Gedera شناخته می‌شد، در تل اهار (تپه سبز) که بعداً به نام تل‌اش شیخ زیراق شناخته می‌شود و در حال حاضر تل گادور نامیده می‌شود، در ساحل جنوب گیوات اولگا قرار دهد. 
برخی دیگر می گویند که گادرای باستانی را باید با ام قیس یا الجدیرا یکی دانست.
اولین مهاجران یهودی در ساختمانی به نام خان در نزدیکی کنیسه اصلی هادره زندگی می کردند. جمعیت شامل ده خانواده و چهار نگهبان بود. در سال 1896 بارون روچیلد برای "صدها کارگر سیاهپوست" از مصر "برای حفر سنگرهای وسیع و عمیق" مورد نیاز برای تخلیه باتلاق ها هزینه کرد. آنها "در تعداد زیادی مردند".سنگ قبرهای قدیمی در گورستان محلی نشان می دهد که از جمعیت 540 نفری، 210 نفر بر اثر مالاریا مرده اند. بنابراین، آیه ای از کتاب مقدس از مزامیر (تهیلیم) در آرم شهر حک شد: "کسانی که در اشک می کارند، با آوازهای شادی درو خواهند کرد." ‏ (‏ مزمور ۱۲۶:‏۵‏) نگهبانان هاشومر بر مزارع نظارت می‌کردند تا از هجوم بادیه‌نشین همسایه جلوگیری کنند.
در اوایل قرن بیستم، هادره به مرکز اقتصادی منطقه تبدیل شد.در سال 1913، این سکونتگاه شامل چهل خانوار، و همچنین مزارع و تاکستان‌ها به وسعت 30000 دونم بود.
- قیمومیت بریتانیا

در سرشماری فلسطین در سال 1922 که توسط مقامات قیمومیت بریتانیا انجام شد، حضره 540 نفر جمعیت داشت. 89 مسلمان، 1 مسیحی و 450 یهودی.اختلافات زمین در این منطقه تا دهه 1930 حل شد و جمعیت در سال 1931 به 2002 نفر افزایش یافت.
- کشور اسرائیل

پس از جنگ 1948، بخش شمال غربی حضره (از جمله "نوهیم") در زمینی که به روستای خالی از سکنه فلسطینی عرب الفقره تعلق داشت گسترش یافت.
جمعیت خدرا در سال 1948 با هجوم مهاجران به کشور به طور چشمگیری افزایش یافت. اکثر تازه واردان از اروپا بودند، اگرچه 40 خانواده یمنی نیز در آنجا ساکن شدند.در سال 1953، اولین کارخانه کاغذ سازی اسرائیل در حضره افتتاح شد. این کارخانه که توسط سرمایه گذارانی از اسرائیل، ایالات متحده، برزیل و استرالیا تأمین مالی می شود، برای رفع تمام نیازهای کاغذ اسرائیل طراحی شده است.
در دهه 1990، تعداد زیادی از مهاجران روسی و اتیوپیایی در خدرا مستقر شدند. خدرا که توسط ساکنانش مکانی امن به حساب می آمد، در جریان انتفاضه دوم، تحت تأثیر چندین اقدام تروریستی قرار گرفت. در 28 اکتبر 2001، چهار غیرنظامی بر اثر تیراندازی یک تروریست به عابران پیاده در یک ایستگاه اتوبوس کشته شدند. قتل عام شش غیرنظامی در بت میتسوا در اوایل سال 2002 رخ داد.یک بمب‌گذار انتحاری در 26 اکتبر 2005 خود را در یک جایگاه فلافل منفجر کرد و هفت غیرنظامی را کشت و 55 نفر را مجروح کرد که حال پنج نفر از آنها وخیم بود. در جریان جنگ دوم لبنان، در 4 اوت 2006، سه راکت حزب الله به خدرا اصابت کرد. حضره در 50 مایلی (80 کیلومتری) جنوب مرز لبنان قرار دارد و دورترین نقطه در داخل اسرائیل مورد حمله حزب الله قرار دارد.
در دهه 2000، مرکز شهر جوان شد، یک پارک تجاری با فناوری پیشرفته ساخته شد و بزرگترین کارخانه نمک‌زدایی جهان ساخته شد. محله های جدیدی در بخش توسعه نیافته شمال شرقی شهر در دست ساخت هستند و طرح هایی برای پارک بزرگ، مراکز خرید و هتل هایی با مجموع 1800 اتاق در دست اجراست.
این شهر به دلیل نزدیکی به جلیله، سواحل و دسترسی به بزرگراه های اصلی، به عنوان یک مقصد تعطیلات آینده در نظر گرفته شده است.

## حمل و نقل
خدرا در امتداد دو خط اصلی راه‌آهن اسرائیل قرار دارد: خط ساحلی و خط شرقی که امروزه فقط باربری دارد. ایستگاه راه‌آهن شهر در غرب شهر و در خط حومه تل‌آویو که بین بنیامینا و اشکلون می‌گذرد، قرار دارد. مرکز شهر خدرا در نزدیکی دو بزرگراه اصلی شمال-جنوب اسرائیل واقع شده است. بزرگراه 2 که تل آویو را به حیفا وصل می کند و بزرگراه 4.این امر خدرا را پس از سال 1948 و تا دهه 1950 به یک نقطه اتصال مهم برای تمام حمل و نقل اتوبوس های ساحلی تبدیل کرد.

## جمعیت شناسی
طبق آمار اداره مرکزی آمار اسرائیل، تا اکتبر 2013، خدرا دارای 91634 نفر جمعیت بوده که با نرخ سالانه 1.2 درصد در حال افزایش است. در سال 2003، این شهر دارای تراکم جمعیت 1516.6 در هر کیلومتر مربع بود.از جمعیت شهر در سال 2013 از 91634 نفر، تقریباً 23407 نفر مهاجر بودند که بسیاری از آنها از اتیوپی بودند.
طبق سرشماری که در سال 1922 توسط مقامات قیمومیت بریتانیا انجام شد، خدرا دارای 540 نفر جمعیت بود که متشکل از 450 یهودی، 89 مسلمان و 1 مسیحی بود.خدرا از سال 1948، زمانی که شهر 11800 نفر جمعیت داشت، به طور پیوسته رشد کرده است. در سال 1955، جمعیت تقریبا دو برابر شد و به 22500 نفر رسید. در سال 1961 به 25600، 1972 به 32200 و 1983 به 38700 افزایش یافت.
میانگین سنی در حضره 32.8 سال با 23200 نفر 19 سال یا کمتر، 12.1 درصد بین 20 تا 29 سال، 14100 بین 30 تا 44، 17600 از 45 تا 64 و 9700، 65 سال یا بیشتر است.تا سال 2007، 37500 مرد و 39200 زن وجود داشت.
در سال 2003، ترکیب قومیتی 93.2٪ یهودی، 0.8٪ عرب و 6.0٪ دیگر بود. در سال 2000، 27920 کارگر حقوق بگیر و 1819 کارگر خوداشتغال وجود داشت. متوسط دستمزد ماهانه در سال 2000 برای یک کارگر حقوق بگیر 5135 ILS بود که تغییر واقعی 8 درصد در طول سال 2000 بود. مردان حقوق بگیر میانگین دستمزد ماهانه 6607 ILS (تغییر واقعی 9.0٪) در مقایسه با 3598 ILS برای زنان داشتند. (تغییر واقعی 3.1٪). میانگین درآمد برای افراد خوداشتغال 6584 بوده است. در مجموع 1752 نفر مقرری بیکاری و 6753 نفر مکمل درآمد دریافت کردند. در سال 2019، کل جمعیت 97334 نفر بوده است که از این تعداد 91.8 درصد یهودی و 0.9 درصد عرب بوده اند.